# Seznam italijanskih pevcev resne glasbe
Seznam italijanskih pevcev resne glasbe.

## A
- (Roberto Alagna)
- Marietta Alboni, kontraalt

## B
- Cesare Badiali, basbariton
- Fedora Barbieri, mezzosopran
- Cecilia Bartoli, mezzosopran
- Ettore Bastianini, bariton
- Mattia Battistini, bariton
- Amedeo Berdini
- Carlo Bergonzi, tenor
- Andrea Bocelli, tenor
- Matteo Boccelli
- Adelaide Borghi-Mamo (1826–1901), mezzosopran
- Sesto Bruscantini, bariton
- Renato Bruson, bariton

## C
- Piero Cappuccilli, bariton
- Virgilio Carbonari, bariton
- Mario Carlin, tenor
- Enrico Caruso, tenor
- Angelica Catalani, sopran
- Maria Chiara, sopran
- Patrizia Ciofi, sopran
- Plinio Clabassi, bas
- Franco Corelli, tenor
- Fiorenza Cossotto, mezzosopran
- Carlo Cossutta, tenor

## D
- Toti Dal Monte, sopran
- Ildebrando D'Arcangelo, basbariton
- Giovanni Matteo De Candia, tenor
- Giuseppe De Luca, bariton
- Mario Del Monaco, tenor
- Giuseppe Di Stefano, tenor

## E
- Renato Ercolani, tenor

## F
- Farinelli, sopran (kastrat -pr.i. Carlo Maria Broschi)
- Giacomo Gotifredo Ferrari (1763–1842)
- Agostino Ferrin, bas
- Mirella Freni, sopran
- Ferruccio Furlanetto, bas

## G
- Amelita Galli-Curci, koloaturni sopran
- Giorgio Gatti, bariton
- Bonaldo Giaiotti, bas
- Beniamino Gigli, tenor (1890-1957)
- Tito Gobbi, bariton
- Giuditta Grisi, mezzosopran
- Giulia Grisi, sopran

## J
- Eleonora Jankovic, mezzosopran

## L
- Luigi Lablache, bas
- Salvatore Licitra, tenor

## M
- Vincenzo Manno, tenor
- Giovanni Martinelli, tenor
- Maria Mazzotta
- Eva Mei, koloaturni sopran
- Anna Moffo, sopran
- Napoleone Moriani, tenor

## N
- Maria Luisa Nave, mezzosopran
- Alda Noni, koloaturni sopran
- Leo Nucci, bariton

## O
- Magda Olivero (1910-2014), sopran

## P
- Rolando Panerai
- Tancredi Pasero, bas
- Giuditta Pasta, sopran
- Adelina Patti, sopran
- Tino Pattiera, tenor
- Luciano Pavarotti, tenor
- Gianna Pederzini, mezzosopran
- Fanny Tacchinardi Persiani, sopran
- Aureliano Pertile, tenor
- Ezio Pinza, bas
- Gianni Poggi, tenor
- Lucia Premerl, sopran

## R
- Ruggero Raimondi, basbariton
- Francesco Rasi, tenor
- Eugenia Ratti, sopran
- Katia Ricciarelli, sopran
- Luigi Roni, bas
- Giovanni Battista Rubini, tenor
- Titta Ruffo, bariton

## S
- Mafalda Salvatini, sopran
- Fanny Salvini-Donatelli, r. Francesca Lucchi (1815–1891), sopran
- Tito Schipa, tenor
- Graziella Sciutti, sopran
- Antonio Scotti
- Renata Scotto, sopran
- Cesare Siepi, bas
- Giulietta Simionato, mezzosopran
- Mariano Stabile
- Antonietta Stella, sopran
- Ebe Stignani, mezzosopran
- Giuseppina Strepponi, sopran

## T
- Giuseppe Taddei, bariton
- Francesco Tamagno, tenor
- Antonio Tamburini, bariton
- Renata Tebaldi, sopran
- Luisa Tetrazzini, sopran

## V
- Cesare Valletti, tenor
- Felice Varesi, bariton
- Ivo Vinco, bas
- Giacomo Lauri Volpi, tenor

## Z
- Mara Zampieri, sopran
- Giovanni Zenatello, tenor